# Parafia Najświętszej Maryi Królowej Polski w Zielonej Górze
Parafia Najświętszej Maryi Królowej Polski w Zielonej Górze – parafia Kościoła Polskokatolickiego w RP, położona w dekanacie lubuskim diecezji wrocławskiej. Erygowana 26 maja 1967 przez biskupa wrocławskiego Franciszka Koca.
Świątynią parafialną jest kościół Najświętszej Maryi Królowej Polski.
Msze św. sprawowane są w niedzielę o godzinie 11:00.